# Cannabis Corpse
Cannabis Corpse — американская дэт-метал группа, тематика песен которой посвящена каннабису. Cannabis Corpse образовались в Ричмонде в 2006 году под лейблом Forcefield Records. С тех пор, Cannabis Corpse выпустили шесть полноформатных альбомов и два мини-альбома. В состав группы входят участники Municipal Waste и Antietam 1862. Их название пародирует название ветеранов дэт-метала Cannibal Corpse. Хотя песни Cannabis Corpse полностью оригинальны, названия их альбомов и песен являются пародиями на названия альбомов и песен многих других дэт-метал-групп (например, Tube of the Resinated пародирует Tomb of the Mutilated группы Cannibal Corpse).

## История
В 1999 году басист и гитарист Филипп «Landphil» Холл придумал название «Cannabis Corpse» вместе со своим братом Джошем «HallHammer» Холлом. В первоначальном составе был Landphil на вокале и новый участник по имени Джон Гонсалес (из Nehema) на гитаре. Джон переехал на Гавайи, и деятельность группы была приостановлена до 2006 года, когда Фил купил многодорожечный магнитофон. Братья вместе с Энди «Weedgrinder» Хорном записали демо группы, которое в итоге превратилось в Blunted at Birth. Вскоре после этого они были первой группой, которая подписала контракт с Forcefield Records из Ричмонда, основатели которой были их друзьями.
Cannabis Corpse ненадолго появились в фильме Би-би-си «В петле».
Cannabis Corpse гастролировали по Европе в 2013 году с Ghoul и объявили на своем веб-сайте, что подписали контракт с Season of Mist.

## Состав
Текущий состав
- Филипп «Landphil» Холл — бас-гитара (2006—настоящее время), вокал (2012—настоящее время), гитары (2006—2008, 2012—2015), клавишные (2011—2012)
- Джош «HallHammer» Холл — ударные (2006—настоящее время)
- Рэй Сухи — ритм-гитара (2015—настоящее время)

Бывшие участники
- Энди «Weedgrinder» Хорн — гитары (2008—2012)
- Ник «Nikropolis» Поулос — вокал (2006—2012)
- Брэндон Эллис — соло-гитара (2012—2014)
- Брент Пургасон — соло-гитара (2014—2015)

Концертные музыканты
- Vic «Con-Vic» Anti — гитары (2009)
- Адам Джинч — соло-гитара (2017)
- Адам Гиллиамс — соло-гитара (2018—настоящее время)

Гостевое участие
- Джефф «Wartom» Буш (2006, гостевой вокал на «Force Fed Shitty Grass»)
- Уилл «Power» Таулс (2006, гостевой вокал на «When Weed Replaces Life»)
- Рэнди Блай (7 января 2012 года, появление в качестве гостя на шоу «Cory Smoot Benefit Show» и на шоу «Welcome Home Randy Blythe»)
- Крис Барнс (2014, гостевой вокал на «Individual Pot Patterns»)
- Тревор Стрнад (2014, гостевой вокал на «With their Hash He Will Create»)

## Дискография
Студийные альбомы
- Blunted at Birth (2006)
- Tube of the Resinated (2008)
- Beneath Grow Lights Thou Shalt Rise (2011)
- From Wisdom to Baked (2014)
- Left Hand Pass (2017)
- Nug So Vile (2019)

Мини-альбомы
- The Weeding (2009)
- Splatterhash (2013) — сплит с Ghoul